# La Immaculada de Casa Cerdà
La Immaculada de Casa Cerdà, o la Puríssima, és una capella particular del poble d'Àreu, en el terme municipal d'Alins, a la comarca del Pallars Sobirà.
Es troba en el centre del nucli de població, integrada a l'edifici de Casa Cerdà.